# Rosca métrica

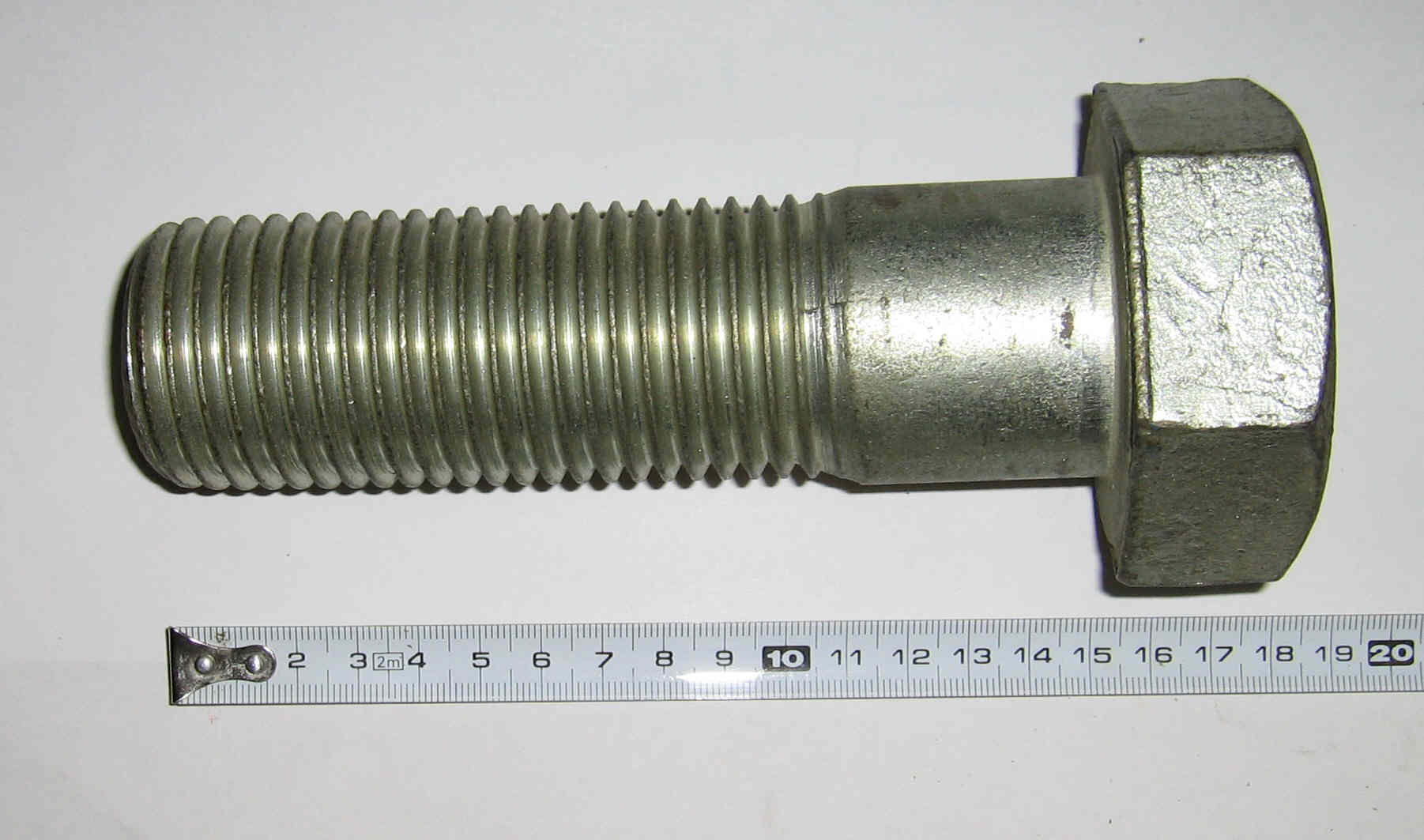
Tornillo de rosca métrica

El sistema de rosca métrica es una familia de pasos rosca estandarizada basada en el SI (1946). Sus ventajas incluyen la resistencia a la tracción, debido al gran ángulo de roscado. Entre sus defectos está el hecho de que según la posición de los hilos de la rosca puede perder eficacia.
El paso de rosca o paso normal en los tornillos métricos es la distancia que avanza en cada vuelta completa un hilo de rosca. P. ej., x0,4, x0,5 mm…

## Características principales de la gama de rosca métrica comercial
| Medida nominal y paso normal | Diámetro broca agujero | Medida nominal y paso fino | Diámetro broca agujero |
| ---------------------------- | ---------------------- | -------------------------- | ---------------------- |
| M2 x 0,40                    | 1,60                   |                            |                        |
| M2,5 x 0,50                  | 2,00                   |                            |                        |
| M3 x 0,50                    | 2,50                   | M3 x 0,25                  | 2,75                   |
| M4 x 0,70                    | 3,30                   | M4 x 0,35                  | 3,65                   |
| M5 x 0,80                    | 4,20                   | M5 x 0,50                  | 4,50                   |
| M6 x 1,00                    | 5,00                   | M6 x 0,50                  | 5,50                   |
| M7 x 1,00                    | 6,00                   | M7 x 0,75                  | 6,25                   |
| M8 x 1,25                    | 6,75                   | M8 x 0,75                  | 7,20                   |
| M9 x 1,25                    | 7,75                   | M9 x 1,00                  | 8,00                   |
| M10 x 1,50                   | 8,50                   | M10 x 0,75                 | 9,25                   |
|                              |                        | M10 x 1,00                 | 9,00                   |
|                              |                        | M10 x 1,25                 | 8,75                   |
| M11 x 1,50                   | 9,50                   | M11 x 1,00                 | 10,0                   |
|                              |                        | M11 x 1,25                 | 9,75                   |
| M12 x 1,75                   | 10,20                  | M12 x 1,00                 | 11,0                   |
|                              |                        | M12 x 1,25                 | 10,75                  |
|                              |                        | M12 x 1,50                 | 10,50                  |
| M13 x 1,75                   | 11,25                  | M13 x 1,25                 | 11,75                  |
|                              |                        | M13 x 1,50                 | 11,50                  |
| M14 x 2,00                   | 12,00                  | M14 x 1,00                 | 13,00                  |
|                              |                        | M14 x 1,25                 | 12,80                  |
|                              |                        | M14 x 1,50                 | 12,50                  |
|                              |                        | M14 x 1,75                 | 12,25                  |
| M15 x 2,00                   | 13,00                  | M15 x 1,50                 | 13,50                  |
|                              |                        | M15 x 1,25                 | 13,75                  |
| M16 x 2,00                   | 14,00                  | M16 x 1,00                 | 15,00                  |
|                              |                        | M16 x 1,25                 | 14,75                  |
|                              |                        | M16 x 1,50                 | 14,50                  |
| M18 x 2,50                   | 15,50                  | M18 x 1,25                 | 16,75                  |
|                              |                        | M18 x 1,50                 | 16,50                  |
|                              |                        | M18 x 2,00                 | 16,00                  |
| M20 x 2,50                   | 17,50                  | M20 x 1,50                 | 18,50                  |
|                              |                        | M20 x 2,00                 | 18,00                  |
| M22 x 2,50                   | 19,50                  | M22 x 1,50                 | 20,50                  |
|                              |                        | M22 x 2,00                 | 20,00                  |
| M24 x 3,00                   | 21,00                  | M24 x 1,50                 | 22,50                  |
|                              |                        | M24 x 2,00                 | 22,00                  |
| M27 x 3,00                   | 24,00                  | M27 x 1,50                 | 25,50                  |
|                              |                        | M27 x 2,00                 | 25,00                  |
| M30 x 3,50                   | 26,50                  | M30 x 2,00                 | 28,00                  |
|                              |                        | M30 x 3,00                 | 27,00                  |
| M33 x 3,50                   | 29,50                  | M33 x 2,00                 | 31,00                  |
|                              |                        | M33 x 3,00                 | 30,00                  |
| M36 x 4,00                   | 32,00                  | M36 x 2,00                 | 34,00                  |
|                              |                        | M36 x 3,00                 | 33,00                  |
| M39 x 4,00                   | 35,00                  | M39 x 2,00                 | 37,00                  |
|                              |                        | M39 x 3,00                 | 36,00                  |

## Nota
- Esta obra contiene una traducción  derivada de «Gwint metryczny» de Wikipedia en polaco, publicada por sus editores bajo la Licencia de documentación libre de GNU y la Licencia Creative Commons Atribución-CompartirIgual 4.0 Internacional.

- Datos: Q389798